# Shinji Jōjō
Shinji Jōjō (jap. 城定 信次 Jōjō Shinji; ur. 28 sierpnia 1977) – japoński piłkarz.

## Kariera klubowa
Od 1996 do 2006 roku występował w klubach Urawa Reds, Albirex Niigata i Shonan Bellmare.

## Kariera reprezentacyjna
W 1997 roku Shinji Jōjō zagrał na Mistrzostwach Świata U-20.